# Суслин, Дмитрий Юрьевич
Дмитрий Юрьевич Суслин (род. 16 сентября 1970, Норильск, СССР) — российский детский писатель, фантаст.

## Биография
Родился в Норильске, позднее переехал в Чебоксары. В 1988—1993 годах учился в Чувашском государственном университете на историческом факультете.
Ныне работает учителем истории и обществознания в чебоксарском Лицей  № 2 
Первую повесть «В ночь полной луны» опубликовал в 1994 году в журнале «Лик Чувашии». С 1998 года в московском издательстве «Армада» в серии «Замок чудес» выходят четыре книги из сказочной серии «Страна Остановленного времени», написанные в жанре фэнтези. Весь цикл был опубликован также в детской газете «Школьники».
Параллельно в свет вышли его повести для подростков «Хоббит и Гэндальф», «Хоббит и Саруман» и «Хоббит и Кольцо Всевластья», написанные по мотивам произведений Дж. Р. Р. Толкина.
Цикл повестей про лётчика капитана Краснобаева написан в жанре юмористической фантастики.
Несколько произведений автор написал в мистическом жанре, среди них триллер «Волчонок Ваня», роман ужасов «Больница скорой помощи» и сборник городских легенд «Фантом-такси».
Детские детективы «Шифр лунного света» и «Сокровище с неба», а также сборник весёлых школьных рассказов «Валентинка» рассказывают о жизни современных детей и подростков.
Произведения писателя переводятся на языки народов России. В Чувашском книжном издательстве вышли две книги в переводе Г. Матвеевой на чувашский язык «Юрапи» и «Димка ашшене шырать» («Димка ищет папу»).

### Романы
- 2001 — «Рабыня с острова Лесбос». Любовный роман. Совместно с Сергеем Лежниным. «Школьники постарше», с № 4.
- 2004 — «Больница Скорой помощи». Роман ужасов. «Школьники постарше», с № 11—48.
- 2005 — «Крутой пришелец». Роман-фантазия. «Школьники постарше», с № 8.
- 2005 — «Следствие ведёт Аллегрова». «Школьники Постарше», №№ 29—44.

### На чувашском языке
- 2008 — «Юрапи». Этнографическая сказка. Чебоксары. Чувашское книжное издательство. На русском и чувашском языках. Пер. Г. Матвеевой.
- 2009 — Сборник «Димка ашине ширать» («Димка ищет папу»). Чебоксары. Чувашское книжное издательство. На чувашском языке. Пер. Г.Матвеевой.
  - «Димка ищет папу». Повесть.
  - «Заколдованная лужа».
  - «Как мы лепили коржики».
  - «Про велосипед и про Никиту».
- 2011 — «Харуша Варттанлах» («Опасная тайна»). Чебоксары. Чувашское книжное издательство. На чувашском языке. Пер. Г.Матвеевой.

### Повести
- 1994 — «В ночь полной луны». Романтическая история. Совместно с Сергеем Орловым. «Лик Чувашии», № 6. Также «Школьники постарше», № 22—26, 2001; Чебоксары.
- 1996 — «Звёздный экипаж». Повесть-сказка.
- 2000 — «Волчонок Ваня». Мистический триллер. «Школьники постарше», с № 27.
- 2001 — «Царевич Ваня и Серый волк». Повесть-сказка. «Школьники», №20—45, под названием «Витязь под волчьей шкурой».
- 2001 — «Планета сокровищ». В книге «Новый Герой Галактики».
- 2001 — «Марсианская принцесса». В книге «Новый герой Галактики».
- 2003 — «Дом на окраине»
- 2006 — «Юрапи». Повесть-сказка. «Школьники». №№ 19—20.
- 2007 — «Супербабушка». Повесть-сказка. «Школьники», №№ 23—44.
- 2008 — «Как Димка за права человека боролся». «Школьники», №№ 6—14.
- «Охота на Чебурашку».
- «Опасная тайна».
- «Дом на окраине». Ужастик.

### Серия «Страна Остановленного времени»
- 1997 — «Рыцарь Катерино». Повесть-сказка. М., «Армада». Серия «Замок чудес». (Также «Школьники», №№ 38—50, 1999. 1—13, 2000.)
- 1998 — «Принц Белой башни». Повесть-сказка. М., «Армада». Серия «Замок чудес». (Также «Школьники», № 14—48, 2000, 2—15, 2001.)
- 1998 — «Кристиан Тринадцатый». Повесть. М., «Армада». Серия «Замок чудес». (Также «Школьники», №№ 46—48, 2001, 1—25, 2002.)
- 1999 — «Паж Чёрной Королевы». Повесть. М., «Армада» & «Альфа-книга». Серия «Замок чудес». (Также «Школьники», №№ 26—48, 2002, 1—9, 2003.)
- 2003 — «Повелитель гоблинов». Повесть. «Школьники», № 9—41.
- 2003 — «Наследство чародея». Повесть. «Школьники», с № 41.
- 2004 — «Последняя битва». «Школьники», с № 24.

### Серия «Хранитель Кольца»
- 2000 — «Хоббит и Гэндальф» (1-я часть); «Хоббит и Глаз Дракона» (2-я часть). Повесть. М., «Армада» & «Альфа-книга». Серия «Замок чудес». Переизданы как роман «Хоббит и Гэндальф» в серии «Волшебный мир Толкиена» в 2001.
- 2000 — «Хоббит и Саруман» («Возвращение«). Повесть. М., «Армада» & «Альфа-книга». Серия «Замок чудес». Переиздан как роман в серии «Волшебный мир Толкиена» в 2002.
- 2001 — «Хоббит и Горлум». Повесть. М., «Армада» & «Альфа-книга». Серия «Замок чудес». Переиздан как роман «Хоббит и Кольцо Всевластия» в серии «Волшебный мир Толкиена» в 2003.

### Серия «Приключения Капитана Краснобаева»
- 1999 — «Истории капитана Краснобаева». «Школьники», №№ 6—36.
- 2000 — «Предводитель мух». Повесть. М., «Армада» & «Альфа-книга». Серия «Замок чудес».
- 2000 — «Генерал Крузо». Повесть. М., «Армада» & «Альфа-книга». Серия «Замок чудес».
- 2001 — «Новый герой Галактики, или Космическая одиссея капитана Краснобаева». М., «Армада» & «Альфа-книга». Серия «Замок чудес».

### Про Незнайку
- 2006 — «Незнайка на Диком Западе». Пародия на вестерн. «Школьники», №№ 1—18.
- «Морские приключения Незнайки». Повесть-сказка по мотивам произведений Николая Носова.

### «Следствие ведут отличники»
- 2007 — «Шифр для лунного света». М., «Эксмо».
- 2008 — «Сокровище с неба». М., «Эксмо».
- «Чудовище в камышах». Электронная версия, в бумажном виде не выходила.

### Сборники
- «Фантом-такси». Сборник жутких рассказов.
- 2013 — «Валентинка». Сборник рассказов. М., «Аквилегия-М». Серия «Школьные прикольные истории».
- 2009 — «Димка ищет папу» (на чувашском языке). Повесть и рассказы. Чувашское книжное издательство.

### Рассказы
| - 1999 — «Смерть беляшового короля». «СЧ-Столица», № 10. - 1999 — «Фантом-такси». Рассказ. «СЧ-Столица», № 14. - 1999 — «Дорога, что выбрала нас». «СЧ-Столица», № 27. - 1999 — «Смерть на дне залива». «СЧ-Столица», № 34г. - 1999 — «Деньги к деньгам». «СЧ-Столица», № 37. - 1999 — «Ночной пикник, или кошмар на улице Энгельса». «СЧ-Столица», № 42. - 1999 — «Гость из Чернобыля». «СЧ-Столица», № 43—44. - 1999 — «Голосуй, или проиграешь». «СЧ-Столица», № 49. - 1999 — «Осторожно, Дед Мороз!» «СЧ-Столица», № 51. - 2000 — «Весенние печали». «СЧ-Столица», № 9. - 2000 — «Мир вашему дому!» «СЧ-Столица», № 11. - 2000 — «Красивые длинные волосы». «СЧ-Столица», № 23. - 2000 — «Тайна Чебоксарской ГЭС». «СЧ-Столица», № 26. - 2000 — «Не заплывай за буйки!» «СЧ-Столица», № 27. - «Нечисть». | - 2008 — сборник «Валентинка» - «Это мы — Коржики!» - «Лёшка и Дед Мороз». - «Подарок». - «Парикмахер». Переиздан в 2011 в журнале «Peremena» (Париж), № 10. - «Как мы болели». - «Гороскоп». - «Трудное детство». - «Валентинка». - «Зоопарк на стене». - «Цирк приехал!». - «Носок». - «КамАЗ». - «Пуговица». - «Пряники». - «Снайперы». - «Всего каких-то десять цифр». - «Подвал». - «Царь горы». - «Лёшка и молочные зубы». - «Так положено». - «Как Катя кота выгуливала». - «Джентльмены». | - 2008 — «Мамины сказки». Челябинск. - «Беда в Азбуке». - «В гостях у подземных гномов». - «Как Змей Горыныч чуть все игрушки не съел». - «Кто где живет». - «Одинокий принц». - «Отважный капитан». - «Потерялся слон». - «Про торт и Бабу Ягу». - «Сломанная веточка». - 2010 — «Как воспитать ребенка лидером». Персонализированные сказки для воспитания лидерства. Челябинск, Лаборатория Антона Маниченко. - «Смелый пароходик». - «Королева пчел». - «Муравьиная карусель». - «Морковка». - «Бобровая плотина». |

### Non-fiction
- 2011 — «Тайна золотой медали, или как стать отличником в школе, в ВУЗе, в жизни». М., «Эксмо».

### Статья
- 2011 — «Такая  разная любовь». Париж. Журнал «Peremena», № 8.

## Аудиокниги
- «Рыцарь Катерино».
- «Принц Белой башни».
- «Предводитель мух».
- «Генерал Крузо».
- «Валентинка».